# Leialoha kauaiensis
Leialoha kauaiensis är en insektsart som beskrevs av Frederick Arthur Godfrey Muir 1916. Leialoha kauaiensis ingår i släktet Leialoha och familjen sporrstritar. Inga underarter finns listade i Catalogue of Life.